# Bouvardia sancaroli
Bouvardia sancaroli är en måreväxtart som beskrevs av Attila L. Borhidi och M.Martínez. Bouvardia sancaroli ingår i släktet Bouvardia och familjen måreväxter. Inga underarter finns listade i Catalogue of Life.